# フボウトウヒレン
フボウトウヒレン（学名：Saussurea fuboensis）は、キク科トウヒレン属の多年草。

## 特徴
根茎は斜上し、ひげ根が生える。茎は直立し、高さは40-60cmになり、無毛か褐色をした軟毛がまばらに生え、幅1-2mmの狭い翼があって、1-5回分枝する。花時には根出葉は存在しない。葉は互生し、茎の下部につく葉は革質で、葉身は広卵形から卵形または三角状卵形になり、長さ7.5-14cm、幅7-9cm、先は鋭頭から鋭尖頭、基部は心形から浅い心形、縁に粗い鋸歯があり、両面は無毛か褐色の軟毛がまばらに生える。葉柄は長さ5-12cmになり、上半分に翼がある。茎の中部および上部につく葉は、卵形で長さ3-5cm、幅2-3cm、先はとがり、基部は切形からくさび形、縁に鋸歯がある。
花期は8-9月。頭状花序は散房状に2-3個が密集してつき、頭花の柄は長さ3-20mmになり、鋭角的に伸び、褐色の軟毛が密生する。総苞は暗紫褐色で、長さ12-16mm、径8-15mmになる筒形で、くも毛がある。総苞片は7-8列あり、総苞外片は狭卵形になり、長さ7-12mm、総苞内片は披針形になり、先端は斜上する。頭花は筒状花のみからなり、花冠の長さは12-13mm、色は薄紫色になる。果実は長さ4.5mmになる痩果で、灰褐色で紫色の条や斑点がある。冠毛は2輪生で、落ちやすい外輪は長さ3mm、花後にも残る内輪は長さ8-9mmになる。

## 分布と生育環境
日本固有種。本州の奥羽山脈南部（船形山から蔵王連峰）に分布し、高山帯の草地やハイマツやミヤマハンノキなどの灌木林の林縁に生育する。
本種は奥羽山脈南部の高山帯に生育するが、同地の低地には同属のセンダイトウヒレンが生育し、両種は垂直的に棲み分けている。

## 新種記載
本種の存在は以前から知られていたが、岩手県の岩手山と早池峰山の固有植物であるイワテヒゴタイ、東北地方日本海側の高山帯に分布するミヤマキタアザミなど、中部地方北部の日本海側の高山帯に分布するクロトウヒレンなどと混同されてきた。しかし、総苞の形、総苞片の列数・形などが異なり、それらとは独立した新種として、2009年に記載発表された。

## 名前の由来
種小名（種形容語）fuboensis は、本種が最初に見いだされた蔵王連峰の不忘山（ふぼうさん）による。
和名のフボウトウヒレンも「不忘塔飛廉」の意で、タイプ標本は蔵王連峰の不忘山で採集されている。

## ギャラリー

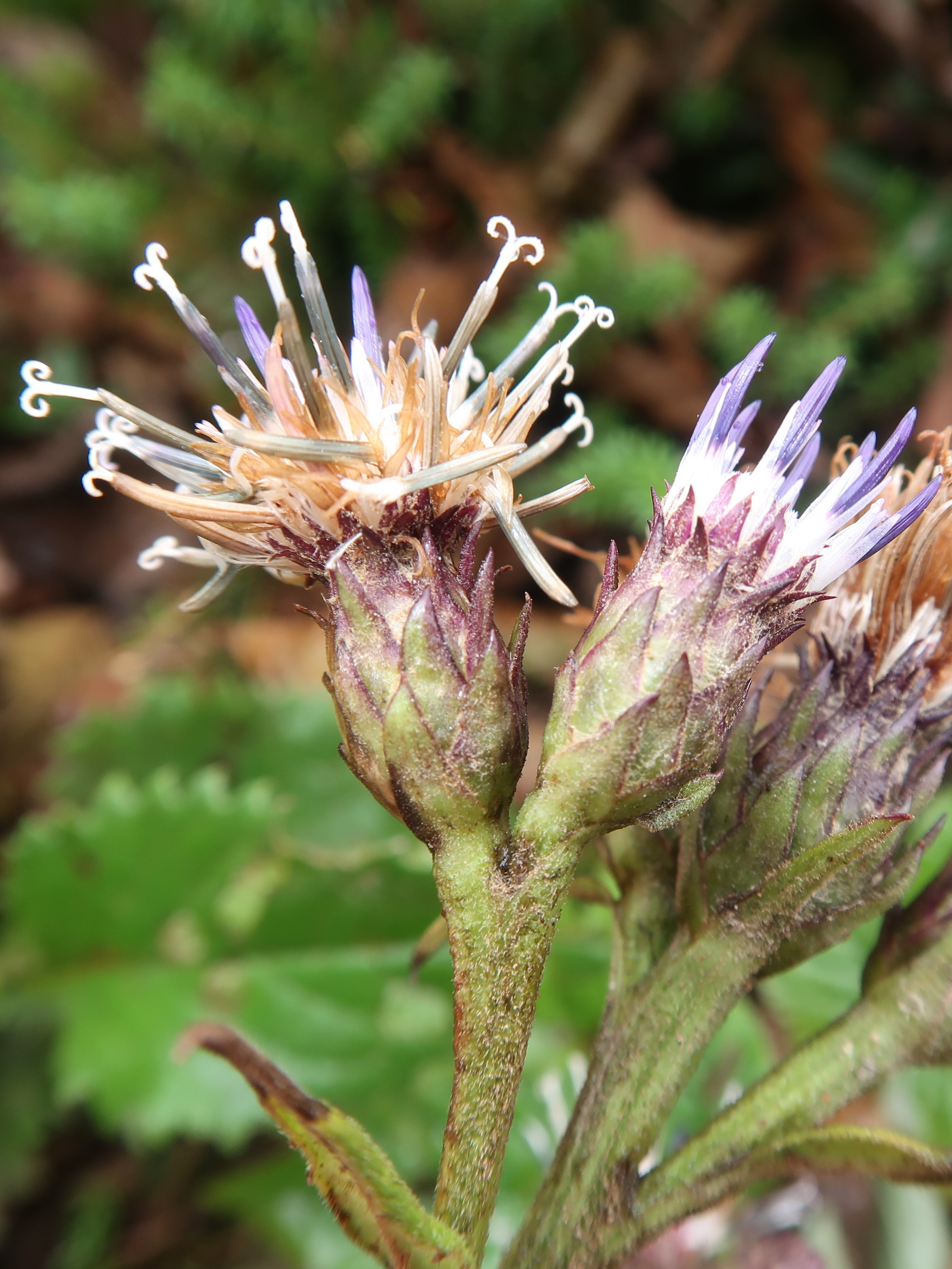
総苞は暗紫褐色の筒形で、くも毛がある。総苞片は7-8列あり先端は斜上する。
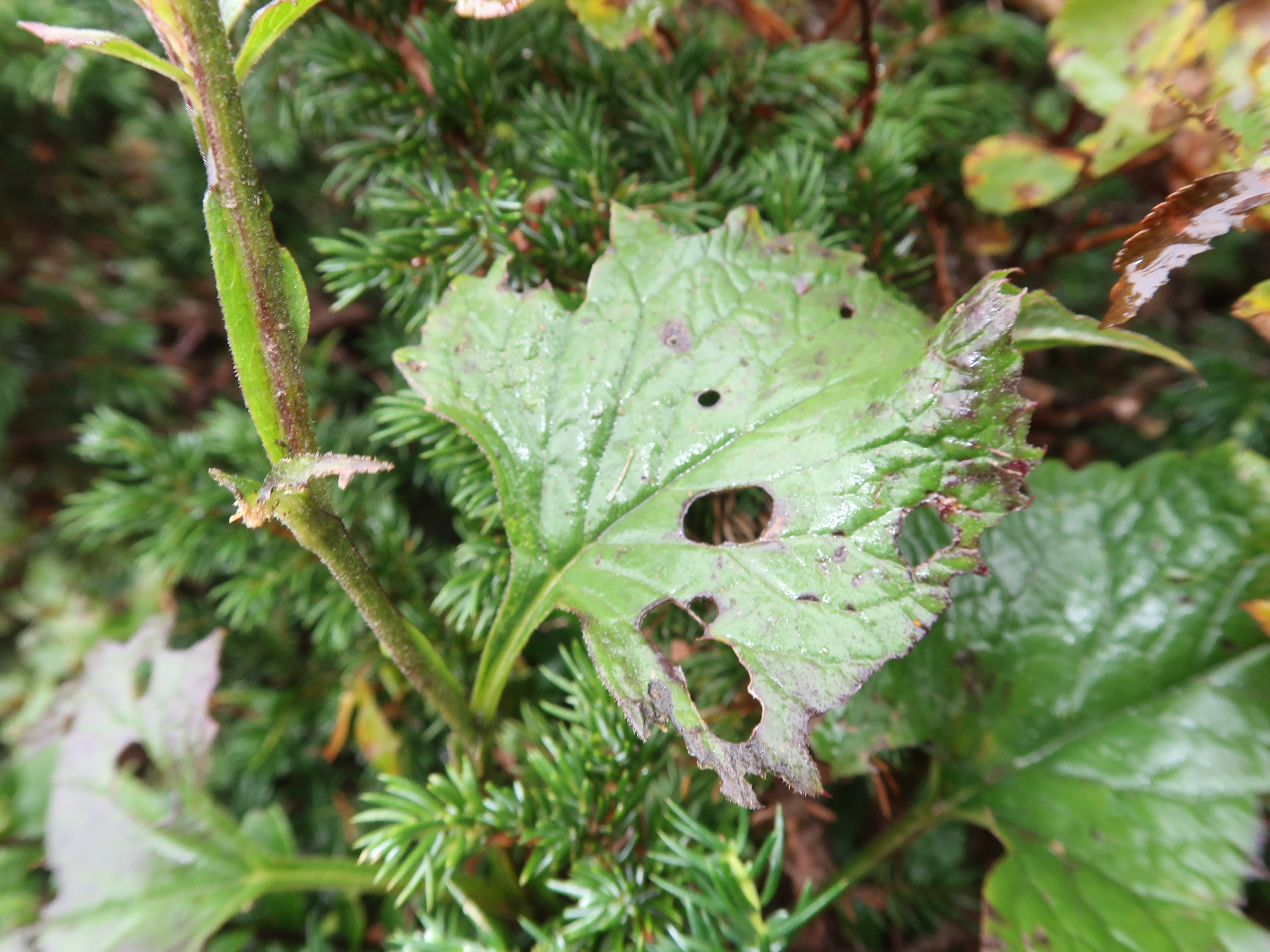
茎葉。茎に狭い翼がある。
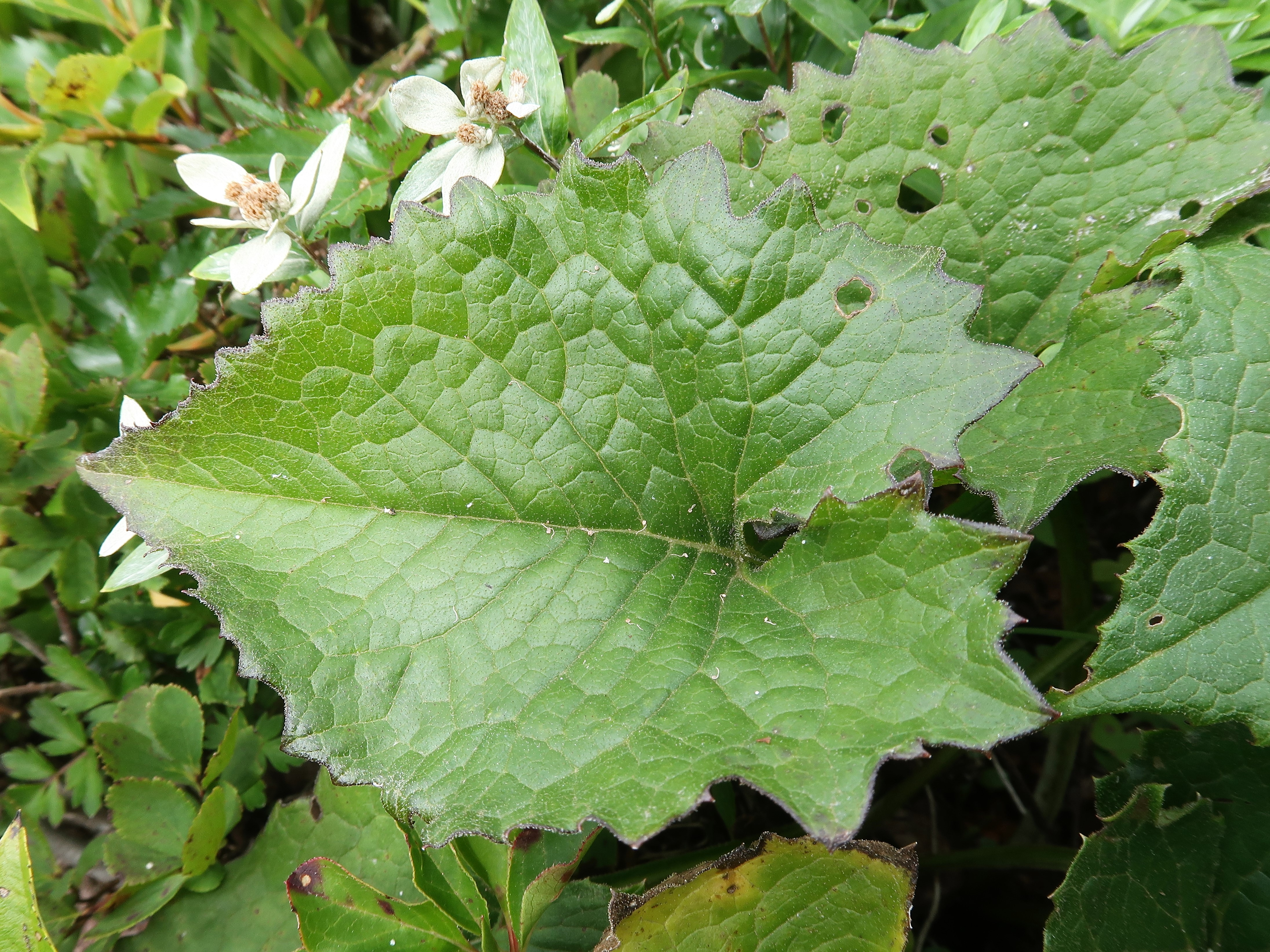
根出葉、表面。
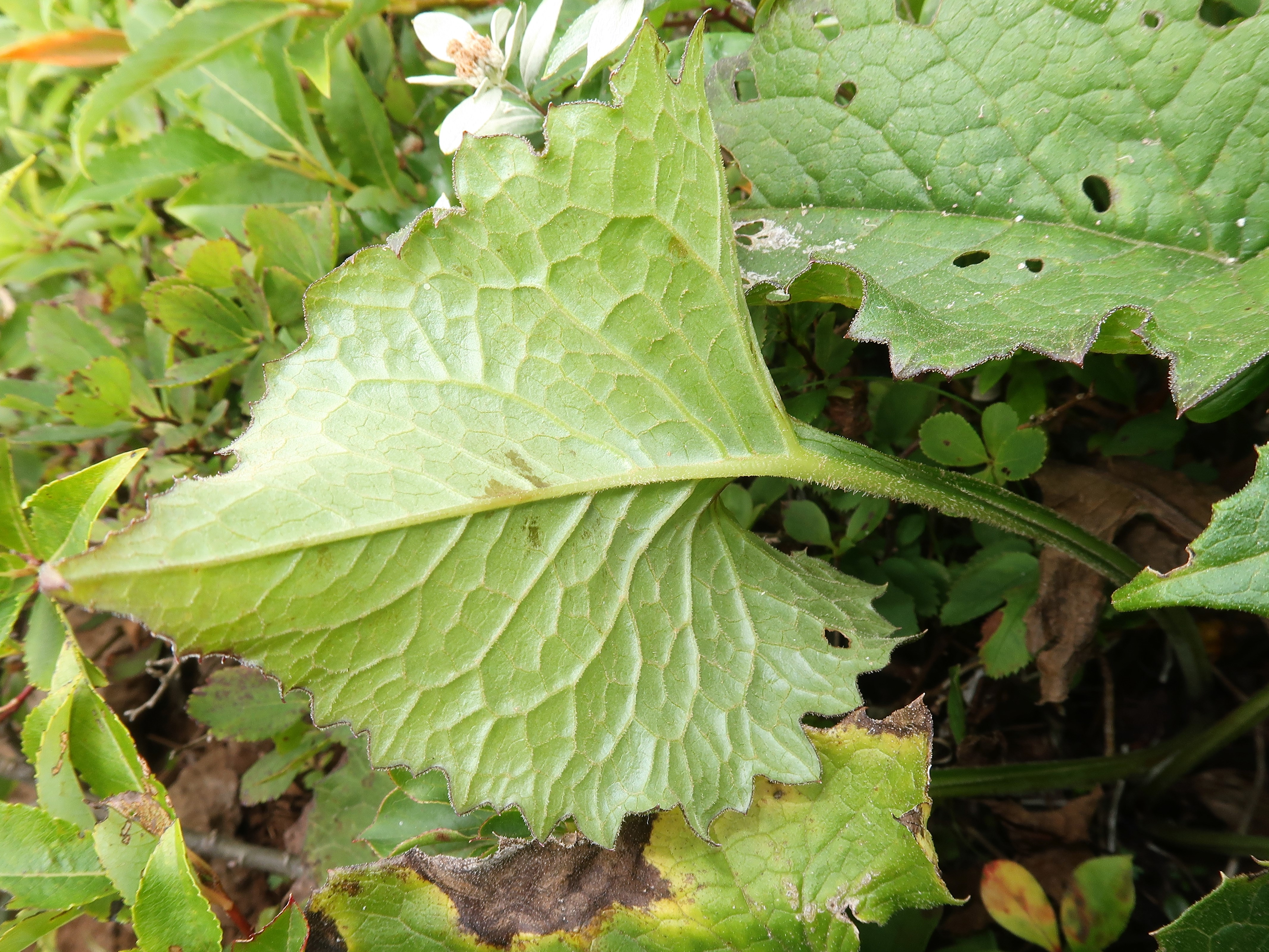
根出葉、裏面。